# HK et Les Saltimbanks
HK et Les Saltimbanks est un groupe de musique populaire français, originaire de la métropole lilloise. Ils sont particulièrement connus pour leurs textes engagés traitant des luttes sociales, des inégalités et de l'environnement.

## Biographie
HK et les Saltimbanks est formé en 2009 sous l'impulsion de Kaddour Hadadi dit HK, chanteur de hip-hop d'origine algérienne, qui souhaitait changer de style musical pour se rapprocher des musiques du monde. HK est à ce moment l'un des deux chanteurs du Ministère des affaires populaires (MAP). Le nouveau groupe comprend Jeoffrey Arnone à l'accordéon (également ancien membre du MAP), Meddhy Ziouche à la mandole, Manuel Paris et Jimmy Laurent à la guitare, Sébastien Wacheux à la batterie, Éric Janson à la basse ainsi que Saïd Zarouri comme comédien. Kaddour Hadadi est le principal auteur du groupe.
Le premier album de HK et les Saltimbanks, intitulé Citoyen du monde, sort en 2011. Cet album comprend le titre On lâche rien, utilisé par la suite lors de nombreuses manifestations en France et même au Québec lors du Printemps érable. Cet album raconte la vie des « personnes sans patrie, sans attaches », avec des sons venus de tous les horizons. Le 21 mai 2012 sort leur deuxième album, intitulé Les Temps modernes, auxquels participent Flavia Coelho, Karimouche, Souad Massi et le MAP.
Le 20 avril 2015 sort leur troisième album, intitulé Rallumeurs d'étoiles. En 2021, ils sortent leur morceau Danser encore, qui cumulera plus d'1,6 million de vues sur YouTube.

## Influences et positions
Le style musical d'HK et les Saltimbanks, plutôt porté sur le blues, le chaâbi ou encore le reggae, diffère de celui du MAP, qui se rapproche plus d'un hip-hop festif.
Le groupe est à l'origine de textes engagés qui décrivent les dérives d'une partie de la société ; ainsi, on y retrouve des thèmes récurrents tels que l'exclusion sociale, les inégalités ou la surconsommation. HK, fils d'immigré et Roubaisien, développe des idées d'utopies nomades et conte les histoires de SDF, touaregs et révolutionnaires dans le premier album intitulé Citoyen du monde après plus de trois années de tournée, en particulier dans les festivals français. Le groupe se considère alors comme « le petit frère de Zebda », avec lequel il a partagé la scène lors du festival Origines contrôlées en 2010.
En mars 2012, le groupe participe au titre Carnet d'échec figurant sur l'album Demain c'est quand ? du groupe Tournée générale, puis au meeting de Jean-Luc Mélenchon à la place de la Bastille. Le candidat du Front de gauche à l'élection présidentielle de 2012 avait d'ailleurs adopté comme hymne de campagne la chanson On lâche rien[réf. souhaitée], également présente dans un des clips de campagne de Philippe Poutou.

## Membres
- Kaddour « HK » Hadadi — chant, auteur-compositeur[12]
- Jeoffrey Arnone — accordéon, clavier[12]
- Cheb Meddhy Ziouche — mandore[12]
- Manuel Paris — guitare[12]
- Jimmy Laurent — guitare[12]
- Sébastien Wacheux — batterie[12]
- Éric Janson — basse[12]
- Toufik Saïd Zarouri — comédien[12]

## Galerie

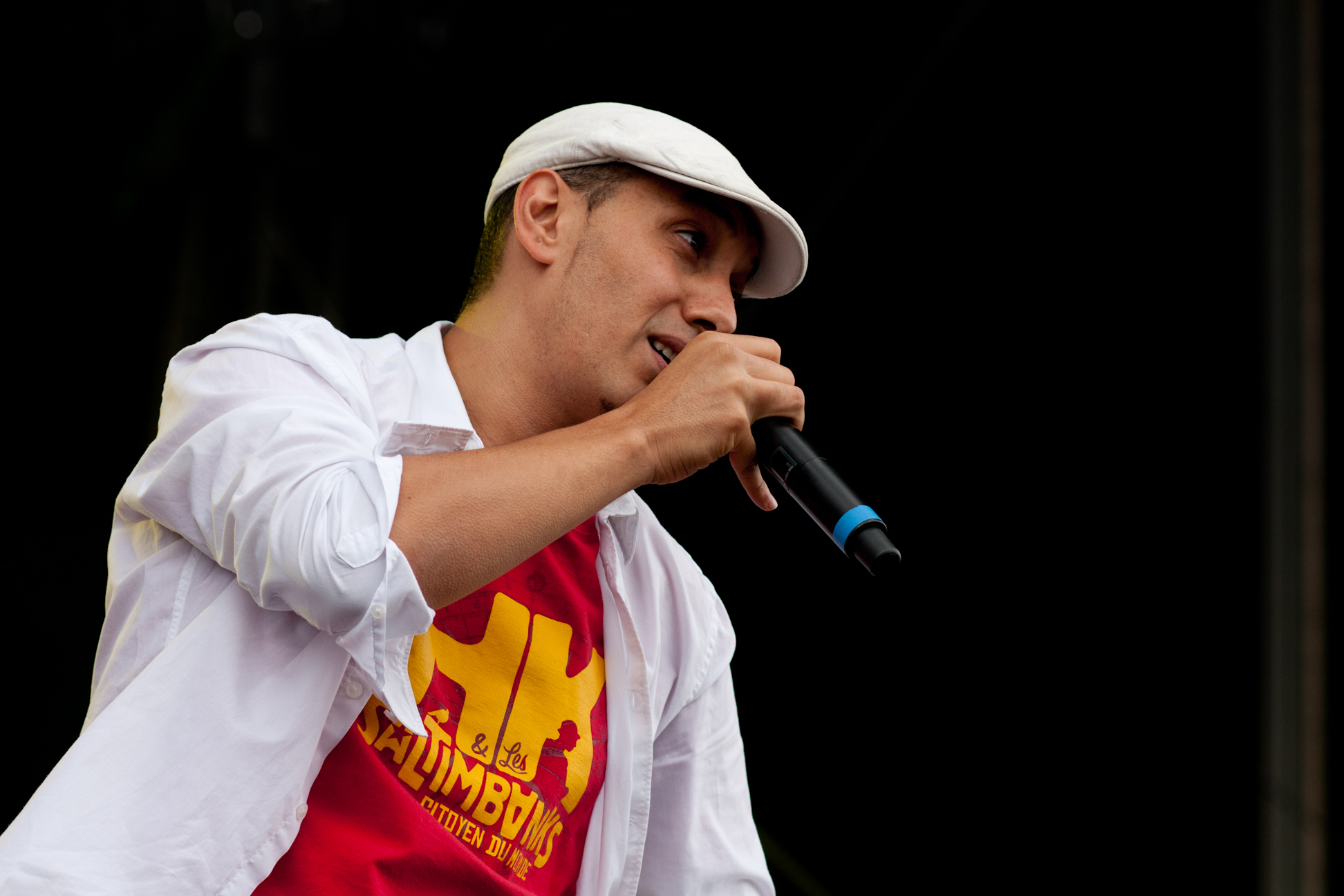
Fête de l'Humanité 2011
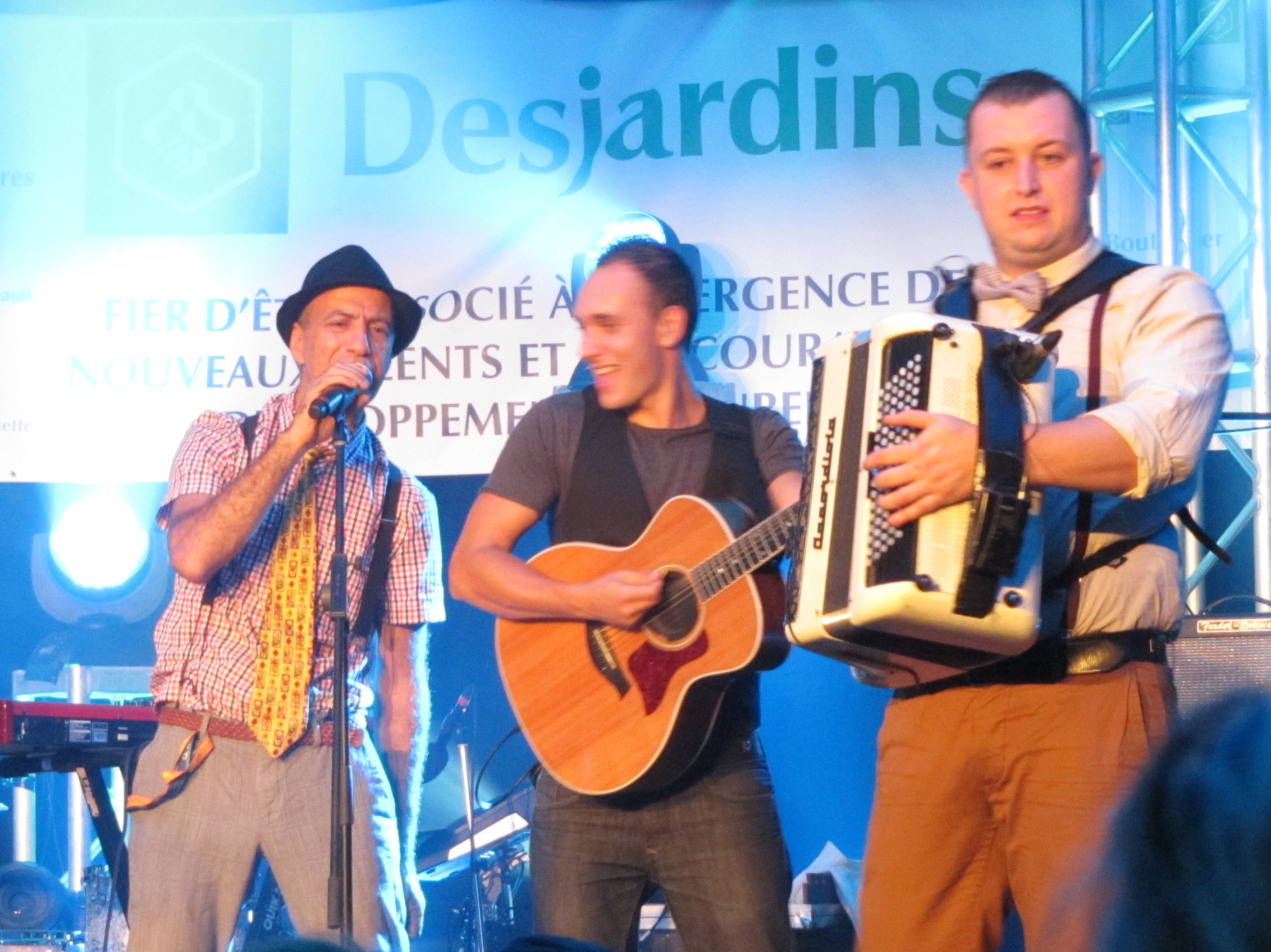
Festival international de la chanson de Granby, 2012.
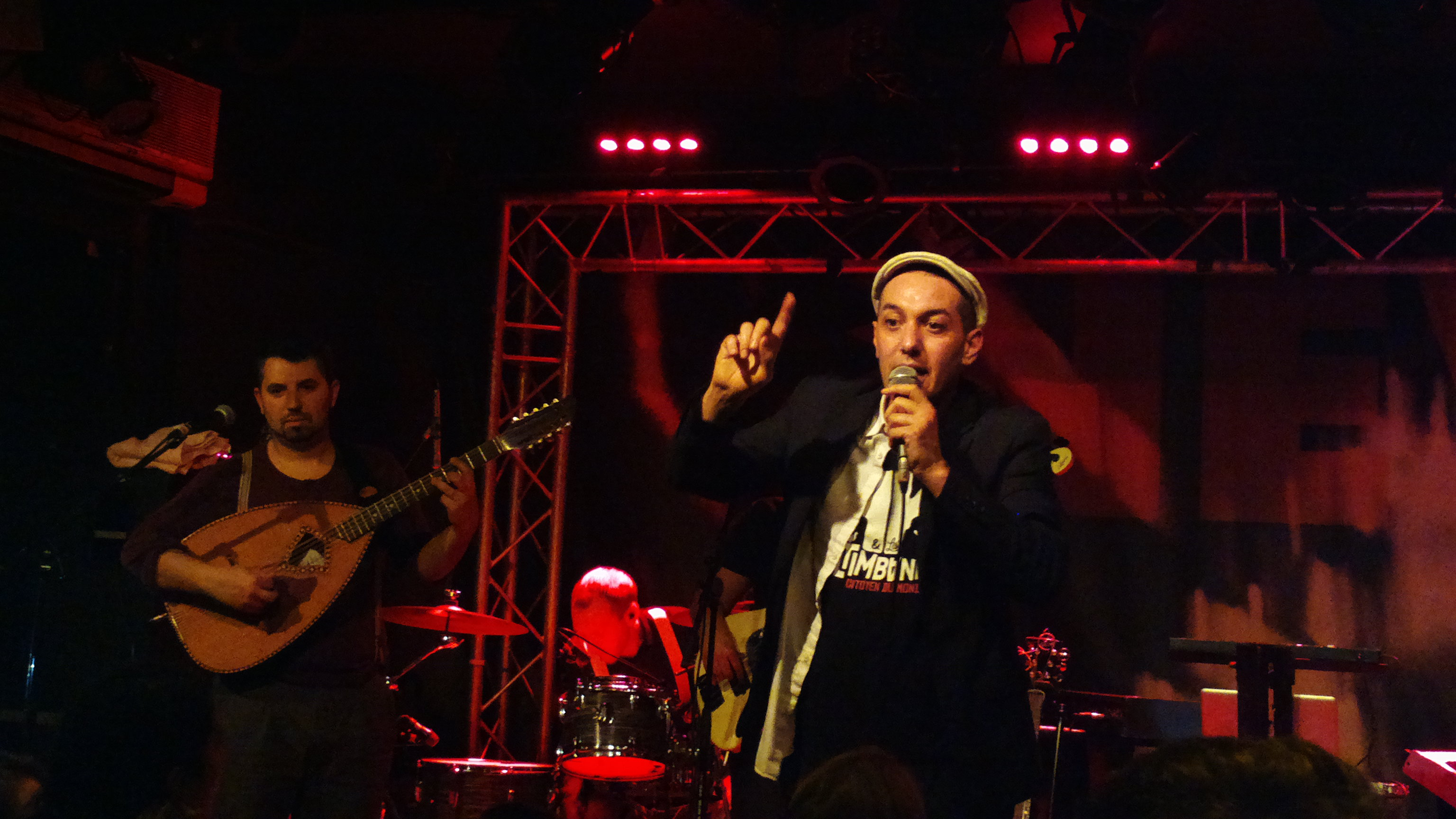
New Morning (Paris), 2013.
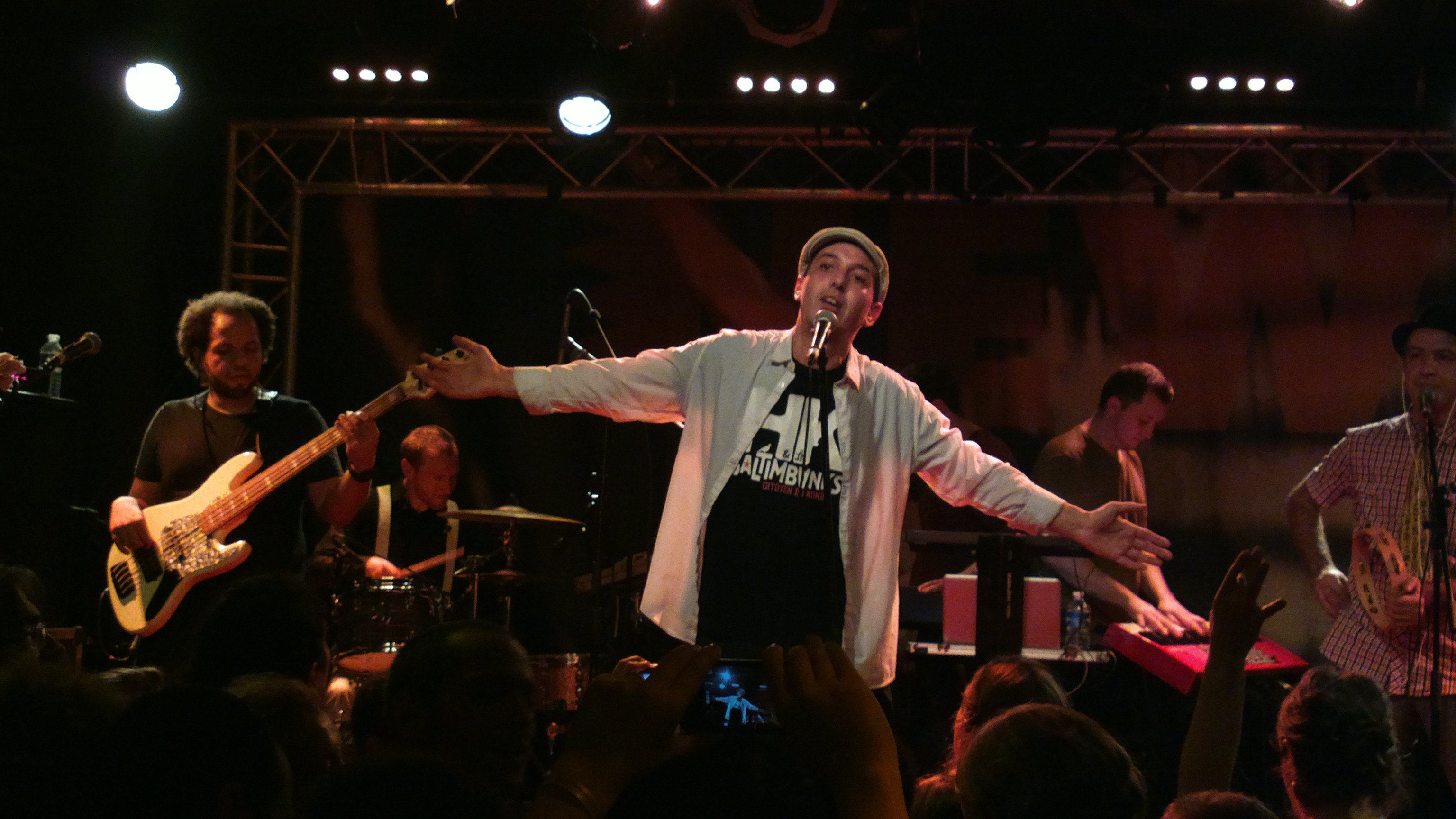
New Morning (Paris), 2013.
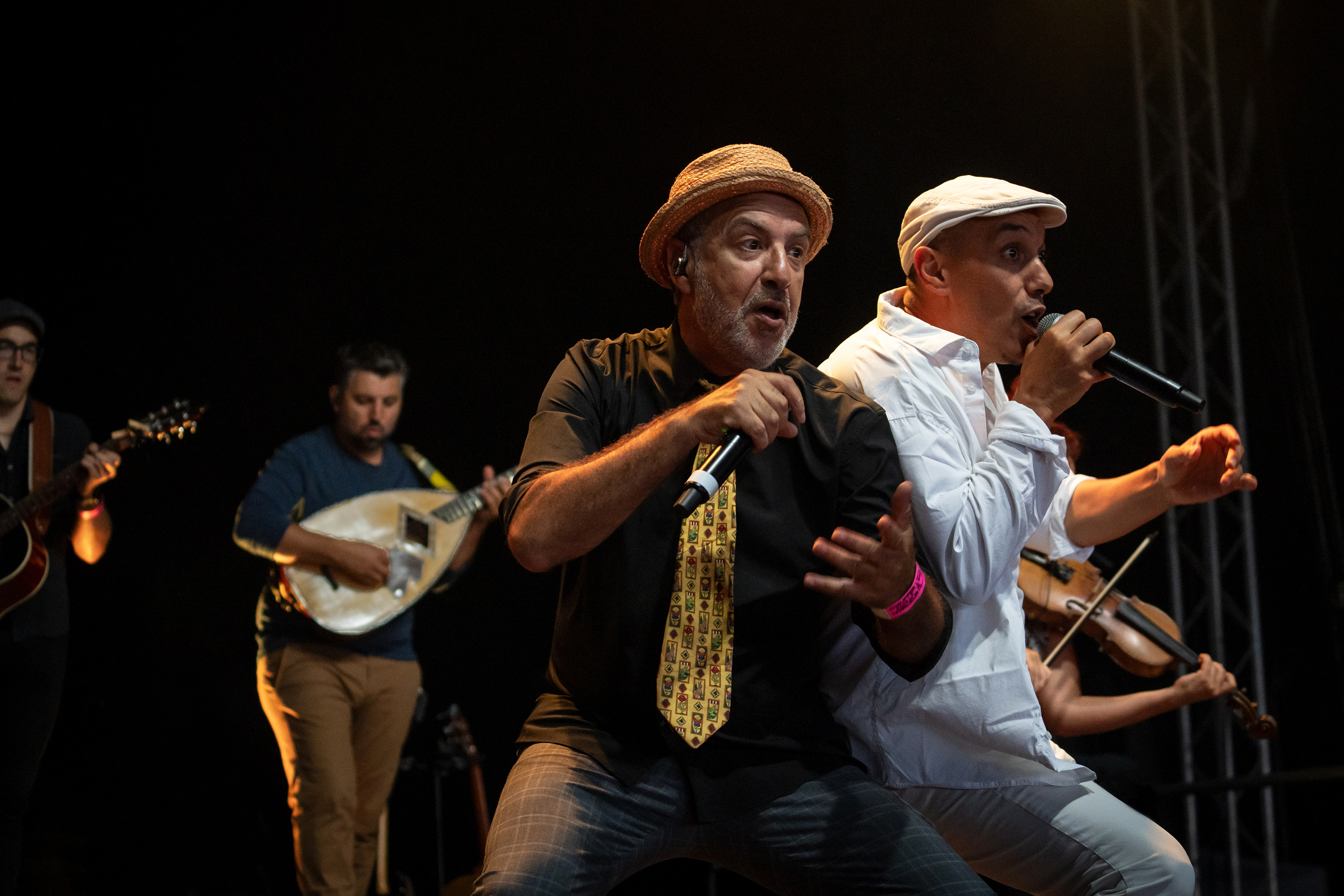
Festival Chauffer dans la noirceur 2023.
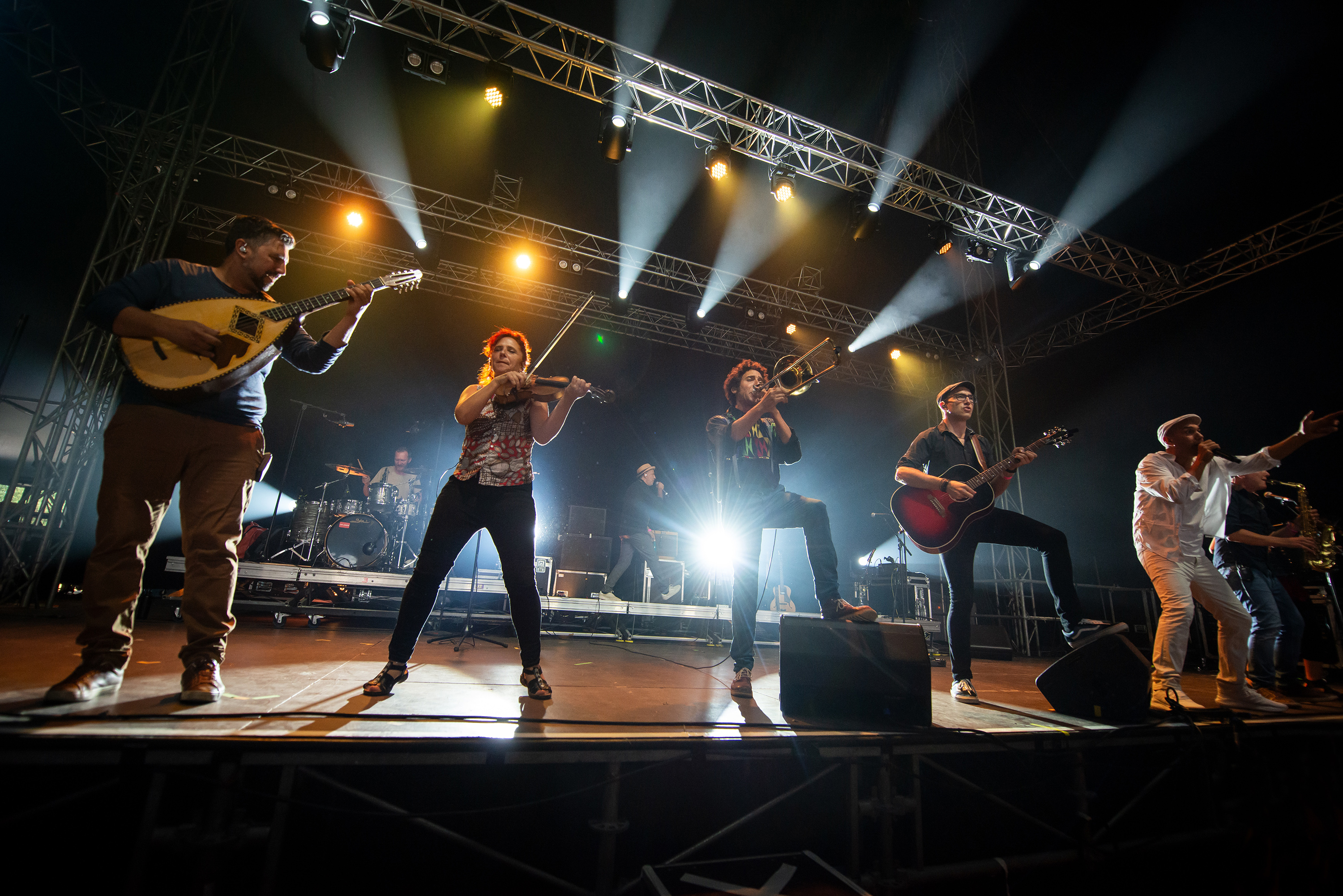
Festival Chauffer dans la noirceur 2023.